# 長泉寺山

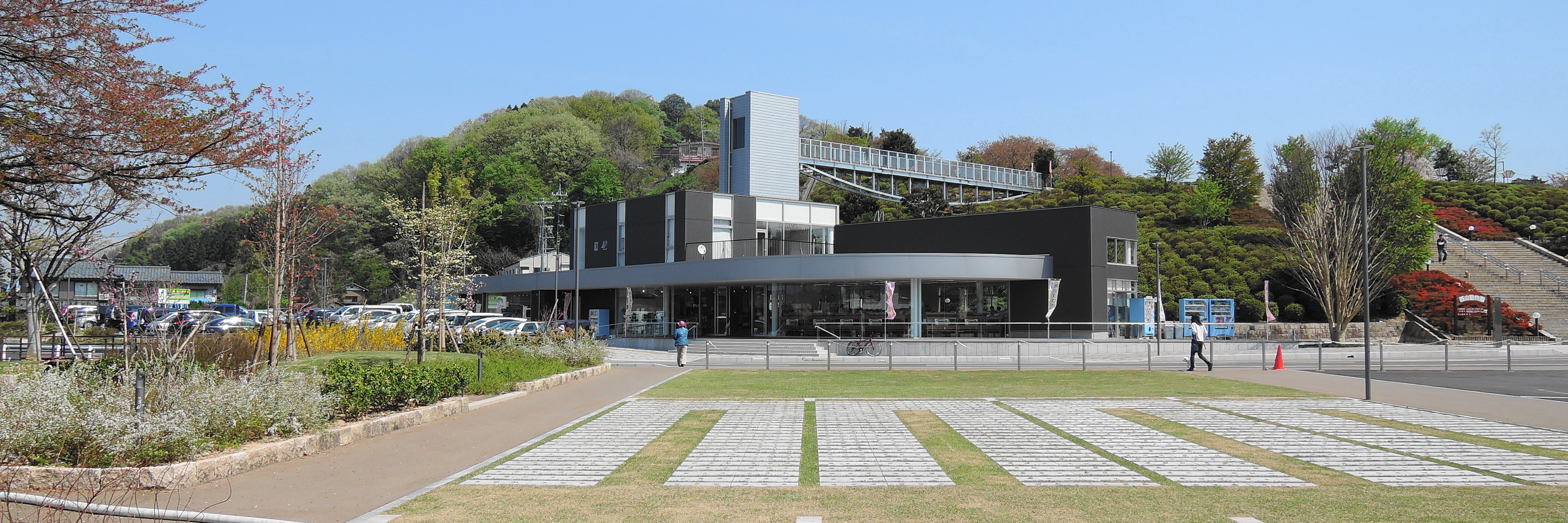
道の駅西山公園と長泉寺山

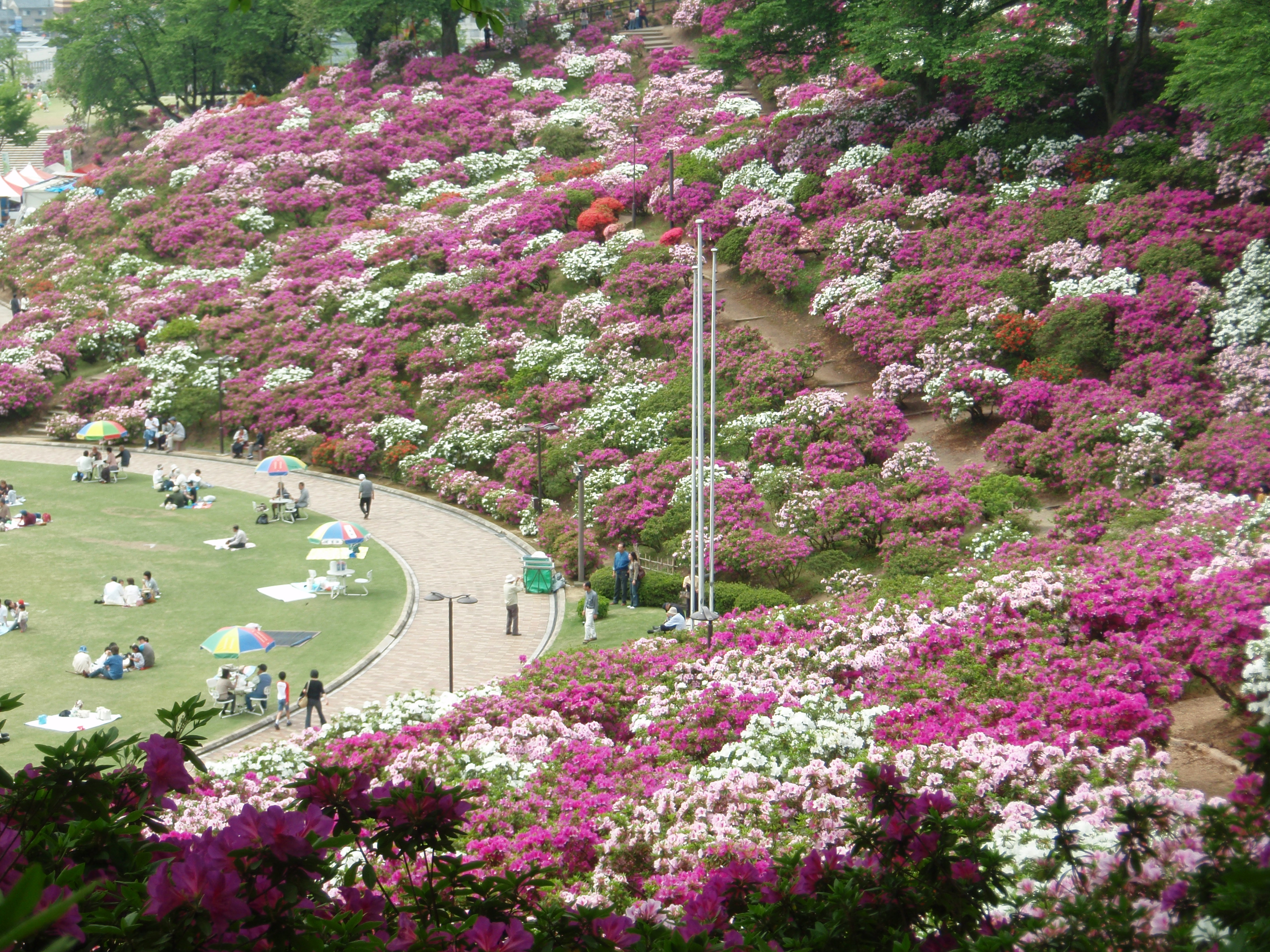
西山公園のツツジ

長泉寺山（ちょうせんじざん）は、福井県鯖江市中央部に位置する、標高112mの山。西山公園駅が最寄り駅。
ここでは、ふもとに広がる西山公園と、その前身とも言える嚮陽渓（きょうようけい）についても述べる。

## 歴史
- 安政3年（1856年） 鯖江藩7代藩主・間部詮勝により庭園造営。陽（ひ）に嚮（むか）って常に明るくとの願いを込めて『嚮陽渓』と命名。
- 明治22年（1889年）「町立嚮陽公園」として、鯖江町（現・鯖江市）により管理されることとなる。
- 大正3年（1914年） 西山公園に改称。

## 西山公園とツツジ
昭和33年（1958年）に、約2100株のツツジが植樹され、昭和36年（1961年）に『第1回つつじまつり』が開催された。第1回のころには、ツツジは6500株に及んでいる。

## 西山動物園
鯖江市西山動物園参照のこと。